# Faeto

Faeto - Rathaus Eingang mit Wappen und frankoprovenzalischer Bezeichnung

Faeto (frankoprovenzalisch Faìto, [faˈitə]) ist eine italienische Gemeinde mit 613 Einwohnern (Stand 31. Dezember 2023) in der Provinz Foggia in Apulien. Zusammen mit Celle di San Vito bildet Faeto eine frankoprovenzalische Sprachinsel in Apulien.

## Geschichte
Zur Gründungsgeschichte von Faeto werden im Allgemeinen zwei Versionen genannt. Die erste nennt als Gründungsmitglieder waldensische Flüchtlinge, die Ende des 12. Jahrhunderts und zu Beginn des 13. Jahrhunderts aus Südfrankreich verfolgt und vertrieben wurden. Die zweite, heute allgemein anerkannte These, stützt sich auf Dokumente aus dem 13. Jahrhundert, die belegen, dass französische Soldaten, die für die Anjou gegen die Sarazenen kämpften, sich in der Region, genauer in Faeto und Celle di San Vito niedergelassen haben. Anhand der bis heute gesprochenen Sprache lässt sich in jedem Fall nachweisen, dass die Gründer aus dem südfranzösischen Raum gekommen sind. Der Ortsname Faeto (frankoprovenz. Faìte, provenz. Fayéte) wird auf das lateinische Wort fagetum "Buchenwald" (von lat. fagus = "Buche") zurückgeführt.

## Geographie
Faeto ist mit 820 M. ü. d. M. der höchste bewohnte Ort in Apulien.

## Einwohnerentwicklung
Faeto hat, wie viele andere Kleinstkommunen in Italien mit einer starken Abwanderung zu kämpfen. Zählte der Ort im Jahr 1911 noch knapp 5000 Einwohner, sind es heute nur noch knapp 700. Besonders junge Menschen sehen keine Zukunft für sich und ihre Familien und tendieren seit Jahrzehnten dazu, den Ort zu verlassen.

## Söhne und Töchter
- Raffaele Castielli (1927–2018), römisch-katholischer Geistlicher und Bischof von Lucera-Troia